# Marvin Tepper
Marvin Tepper (* 22. August 1986 in Ost-Berlin) ist ein ehemaliger deutscher Eishockeyspieler, der unter anderem für die Eisbären Berlin, Krefeld Pinguine und Iserlohn Roosters in der Deutschen Eishockey Liga (DEL) aktiv war, den Großteil seiner Karriere aber in der 2. Bundesliga und Oberliga verbrachte.

## Karriere
Marvin Tepper begann seine Karriere als Eishockeyspieler in seiner Heimatstadt in der Nachwuchsabteilung der Berlin Capitals. Von dort aus wechselte er zum Stadtrivalen Eisbären Berlin, für deren Nachwuchsmannschaft die Eisbären Juniors Berlin er von 2001 bis 2004 in der Deutschen Nachwuchsliga aktiv war. Von 2003 bis 2005 spielte er zudem für die Eisbären Juniors in der Eishockey-Regionalliga und später Eishockey-Oberliga. In der Saison 2004/05 gab der Flügelspieler sein Profidebüt in der Deutschen Eishockey Liga. Bei seinem einzigen Einsatz blieb er punktlos und erhielt zwei Strafminuten. 
Im Sommer 2005 wechselte Tepper zum REV Bremerhaven in die 2. Eishockey-Bundesliga, bei dem er zweieinhalb Jahre unter Vertrag stand, ehe er im Laufe der Saison 2007/08 zu dessen Ligarivalen EV Ravensburg wechselte. Von 2008 bis 2010 stand der ehemalige Junioren-Nationalspieler für die Lausitzer Füchse in der 2. Bundesliga auf dem Eis. Dort konnte er mit 107 Scorerpunkten in 115 Spielen überzeugen und wurde für die Saison 2010/11 von den Krefeld Pinguinen aus der Deutschen Eishockey Liga verpflichtet. Der Linksschütze erhielt zudem eine Förderlizenz, mit der er weiterhin für die Lausitzer Füchse in der 2. Bundesliga spielberechtigt war. Nachdem er mit den Pinguinen die Play-offs deutlich verpasst hatte, kehrte er im Januar 2012 zu den Bietigheim Steelers in die 2. Bundesliga zurück.
Nach Ende der Saison wurde Tepper von den Iserlohn Roosters für die DEL-Saison 2012/13 verpflichtet, erhielt aber in der DEL wenig Eiszeit, so dass er in 50 Saisonspielen nur sechs Scorerpunkte sammelte. Da er sich in der DEL nicht durchsetzen konnte, entschloss er sich im Sommer 2013 zu einer Rückkehr in die zweite Spielklasse und unterschrieb einen Vertrag bei den Dresdner Eislöwen aus der DEL2. Ende November 2013 wurde der Vertrag bei den Dresdner Eislöwen aufgelöst, er beendete die Saison bei den Füchse Duisburg in der Oberliga. Im Sommer 2014 verpflichteten ihn die Eispiraten Crimmitschau. Nach einer Saison kehrte er zu den Lausitzer Füchsen zurück. Sein befristeter Vertrag wurde jedoch nicht verlängert. Tepper schloss sich abermals den Füchsen Duisburg an. Die Saison 2016/17 begann er bei den Saale Bulls Halle, bevor er im Januar 2017 zum ECC Preussen Berlin wechselte, wo er 2018 seine Karriere beendete.
Im Jahr 2025 wurde er zu einer mehrjährigen Haftstrafe wegen Betrugs verurteilt.

### International
Für Deutschland nahm Tepper an der U20-Junioren-B-Weltmeisterschaft 2006 teil, bei der er mit seiner Mannschaft den Aufstieg in die Top Division erreichte. Er selbst erzielte im Turnierverlauf in fünf Spielen ein Tor und gab eine Torvorlage.

## Erfolge und Auszeichnungen
- 2006 Aufstieg in die Top Division bei der U20-Junioren-Weltmeisterschaft der Division I
- 2012 DEB-Pokalsieger mit den Bietigheim Steelers

## Karrierestatistik

### International
Vertrat Deutschland bei:
- U20-Junioren-Weltmeisterschaft der Division I 2006

(Legende zur Spielerstatistik: Sp oder GP = absolvierte Spiele; T oder G = erzielte Tore; V oder A = erzielte Assists; Pkt oder Pts = erzielte Scorerpunkte; SM oder PIM = erhaltene Strafminuten; +/− = Plus/Minus-Bilanz; PP = erzielte Überzahltore; SH = erzielte Unterzahltore; GW = erzielte Siegtore; 1 Play-downs/Relegation; Kursiv: Statistik nicht vollständig)